# لويس ممفورد
لويس ممفورد (19 أكتوبر 1895، 26 يناير 1990) (بالإنجليزية: Lewis Mumford) مؤرخ وناقد اجتماعي وفيلسوف أمريكي. مختص بدراسة المدن والهندسة المعمارية الحضرية.
تأثر ممفورد بعمل المنظر الإسكتلندي السير باتريك جيدس، كما عمل مع زميله عالم الاجتماع البريطاني فيكتور برانفورد.
كان ممفورد أيضًا صديقًا معاصرًا لكل من فرانك لويد رايت وكلارنس شتاين وفريدريك جيمس أوسبورن وإدموند بيكون وفانيفار بوش.
فاز كتابه «المدينة في التاريخ» الصادر سنة 1961 بجائزة الكتاب القومي.

## روابط خارجية
- لويس ممفورد على موقع IMDb (الإنجليزية)
- لويس ممفورد على موقع الموسوعة البريطانية (الإنجليزية)
- لويس ممفورد على موقع إن إن دي بي (الإنجليزية)
- لويس ممفورد على موقع ديسكوغز (الإنجليزية)